# Джурайчхари
Джурайчхари (бенг. জুরাছড়ি, англ. Juraichhari) — город на юго-востоке Бангладеш, административный центр одноимённого подокруга. Площадь города равна 69,93 км². По данным переписи 2001 года, в городе проживало 2438 человек, из которых мужчины составляли 54,42 %, женщины — соответственно 45,58 %. Плотность населения равнялась 35 чел. на 1 км². Уровень грамотности населения составлял 37,9 % (при среднем по Бангладеш показателе 43,1 %). 